# Galindo I Aznárez
Galindo I Aznárez (+-800 – 867) was graaf van Aragón van 844 tot 867.
Galindo I Aznárez was een zoon van Aznar I Galíndez. Deze Aznar was graaf van Aragón van 809 tot 820, maar werd verdreven door zijn vroegere schoonzoon Garcia de Slechte. Galindo erfde van zijn vader de graafschappen Urgell en Cerdanya. Ergens vóór het jaar 833 werd hij bovendien benoemd tot graaf van Pallars en Ribagorza. Deze titel droeg hij tot hij in 838 verbannen werd. Hij verbleef een tijd in Pamplona.
Na de dood in 844 van Galindo Garcés, zijn neef, die was gestorven zonder natuurlijke erfgenaam na te laten, erfde hij het graafschap Aragon. 
Galindo I trouwde met Guldreguda en kreeg een zoon, Aznar II Galíndez, zijn opvolger.
Hij stichtte het klooster van San Pedro de Siresa in de plaats Valle de Hecho. 